# Sol Béni
Sol Béni est le centre d'entraînement de l'ASEC Mimosas. Il héberge également le centre de formation du club appelé Académie Mimosifcom.
Avant l'inauguration du Centre technique national de Bingerville, le centre Sol Béni, faisait office de lieu d'entraînement et de concentration de l'Équipe nationale de Côte d'Ivoire.

## Infrastructures et installations
Dans un domaine de 10 hectares, l'ASEC Mimosas dispose d'un ensemble d'infrastructures et d'installations sportives, dont notamment ;
- Deux terrains gazonnés de football ;
- une salle de musculation ;
- Trois terrains de tennis-ballon ;
- Un espace pour travaux athlétiques ;
- Un hôtel haut de gamme ;
- Deux internats comprenant 12 chambres climatisées ;
- Trois salles de classe pour l'Académie.

## Projets en cours
Débutés en janvier 2000, les travaux de la maison Excellence sont à leurs phases finales. Ce projet vise à permettre aux joueurs de l'ASEC d'être hébergés lors des mises au vert mais également à recevoir des équipes de tout pays pour un stage dans des installations (Entrainement, hébergement, climat) de bonne qualité.
La réalisation de ce bâtiment doit permettre l'établissement du nouveau siège du club au sein du complexe de Sol Béni afin d'y regrouper toutes les activités du club.